# Hans Keiter
Hans Keiter (Mülheim an der Ruhr, 22 marzo 1910 – Solingen, 8 settembre 2005) è stato un pallamanista tedesco.

## Palmarès

### Olimpiadi
- Oro a Berlino 1936 nella pallamano.

### Mondiali
- Oro a Germania 1938.